# Potto
Potto (Perodicticus potto) é um primata Strepsirrhini da família Lorisidae. É a única espécie do género Perodicticus. O nome "Potto" possivelmente vem da palavra africana "pata", que significa macaco sem rabo. O Potto também é conhecido como O Potto de Bosman, em homenagem a seu suposto descobridor.

## Taxonomia
Há quatro subespécies reconhecidas:[carece de fontes?]
- Perodicticus potto potto
- Perodicticus potto edwardsi
- Perodicticus potto ibeanus
- Perodicticus potto stockleyi

Algumas espécies da família Loridae tem relação com os Pottos também, entre eles os Angwatibos (que podem ser Angwatibo Dourado ou normal) e o Potto falso.

A seguir tem a relação taxonomica dos Pottos, e a relação entre outros primatas.
- Ordem Primatas
  - Subordem Strepsirrhini
    - Família Lorisidae
      - Sub-família Perodicticinae
        - Gênero Arctocebus
          - Angwantibo Calabar, Arctocebus calabarensis
          - Angwantibo dourado, Arctocebus aureus

        - Gênero Perodicticus
          - Potto, Perodicticus potto

## Área Endêmica
Pottos habitam o dossel das florestas tropicais na África tropical, de Angola da Guiné, Quênia e Uganda, no norte da República Democrática do Congo. Eles são noturnos e arborícolas, dormindo durante o dia nos galhos e quase nunca descem das árvores.[carece de fontes?]

## Fisiologia e Habitos
Pottos crescem a um comprimento de 30 a 40 cm, com uma cauda curta entre 3 e 10 cm e seu peso máximo é de 1,5 kg.

O dedo indicador é vestigial, apesar de ter polegares opositores com que agarra firmemente ramos. Nos segundos dedos das patas posteriores têm a garra fina típica da sub-ordem.[carece de fontes?]

Os machos e as fêmeas têm grandes glândulas odoríferas sob a cauda (no feminino, o inchaço criado pelas glândulas é conhecido como um pseudo-escroto ou falso-escroto), que usam para marcar seus territórios e reforçar laços do casal. Pottos têm um odor distinto que alguns observadores têm comparado ao curry.[carece de fontes?]

Com hábitos noturnos, o Potto é um primata bastante compacto e robusto, cauda que, embora relativamente curto, é mais do que a de outros membros da família Loridae (lorises e pottos). Cor da pelagem varia de marrom avermelhado a marrom escuro ou cinza, um pouco mais leve nas pernas, enquanto os adultos jovens podem ter cabelos prateados, cinza nas costas e um negro manto sobre os ombros. O focinho é esguio, mas é curto e, como outros Loridae, a cabeça é redonda, com orelhas pequenas, olhos grandes e arredondados que dão uma boa visão noturna.[carece de fontes?]

Uma característica única do Potto é a projeção de vértebras do pescoço, entre as omoplatas, formando um escudo espinhoso no pescoço, coberto de uma camada de pele muito sensível e pêlo grosso. A função exata destes ossos é debatida. Eles podem ajudar a proteger o Potto contra predadores enquanto volumosos com a cabeça para baixo, ou pode ser usado no comportamento social, sendo altamente sensível ao toque.[carece de fontes?]

Pottos tem um aperto poderoso com sua garras, com pinças nas mãos e pés que têm um arranjo especializado de vasos sanguíneos, permitindo que o Potto mantenha a sua aderência durante longos períodos de tempo, uma perfeita adaptação à vida nas árvores. Pottos geralmente subem com um movimento lento, deliberado, em vez de pular ou saltar. Para ajudar a aderência, o dedo indicador é reduzido a um simples botão, o polegar é grande opositor ao outros dedos e do punho e tornozelo são altamente móveis. Todos os dedos têm unhas, exceto o segundo dedo de cada pé, que possui uma garra especializada em higiene do animal. O arranjo dos dentes no maxilar inferior também desempenha um papel importante na higiene, chamado de pente-dental, pois tem um formato de pente.[carece de fontes?]

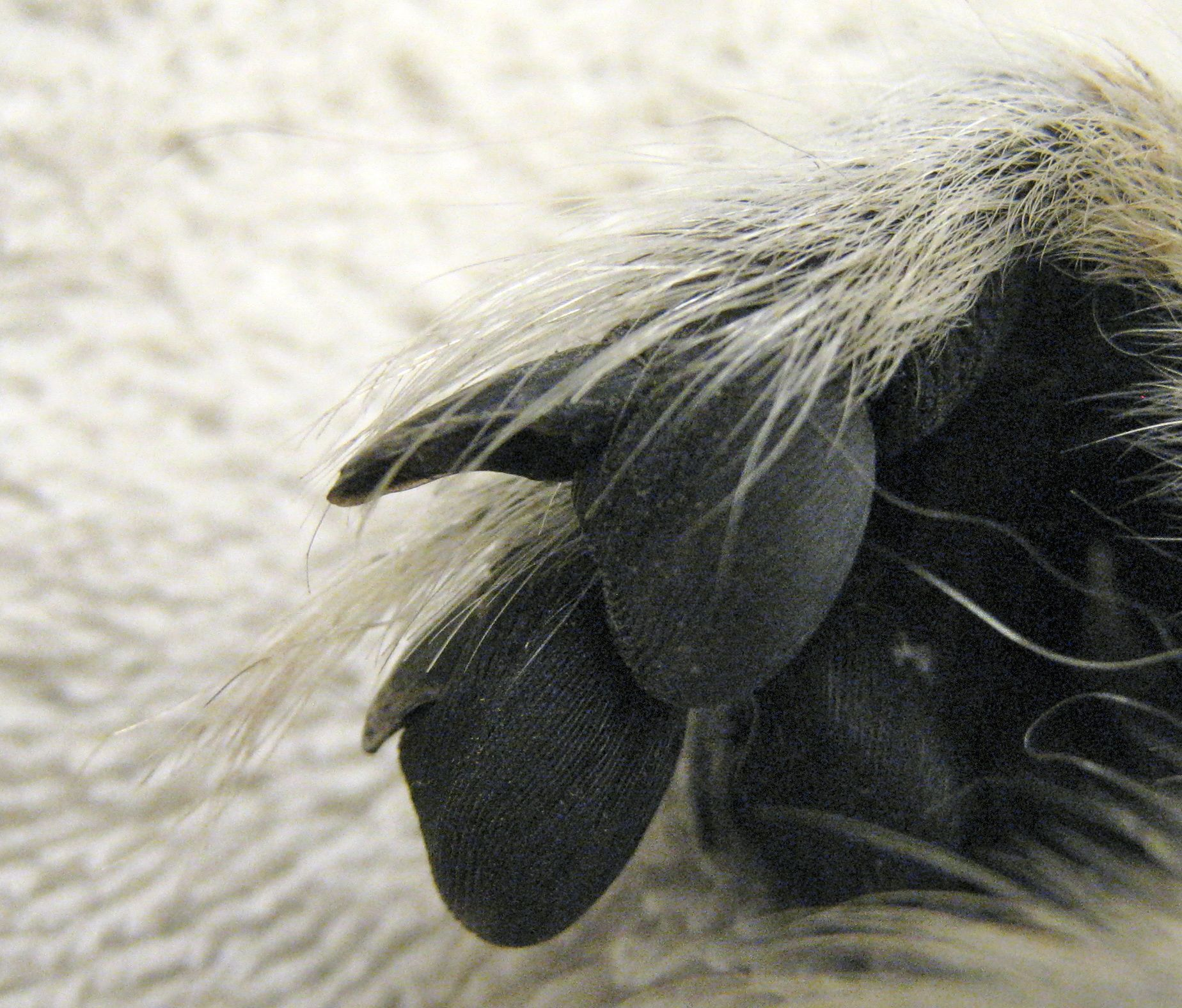
Assim como os lémur-de-cauda-anelada os pottos possuem unha higienica.
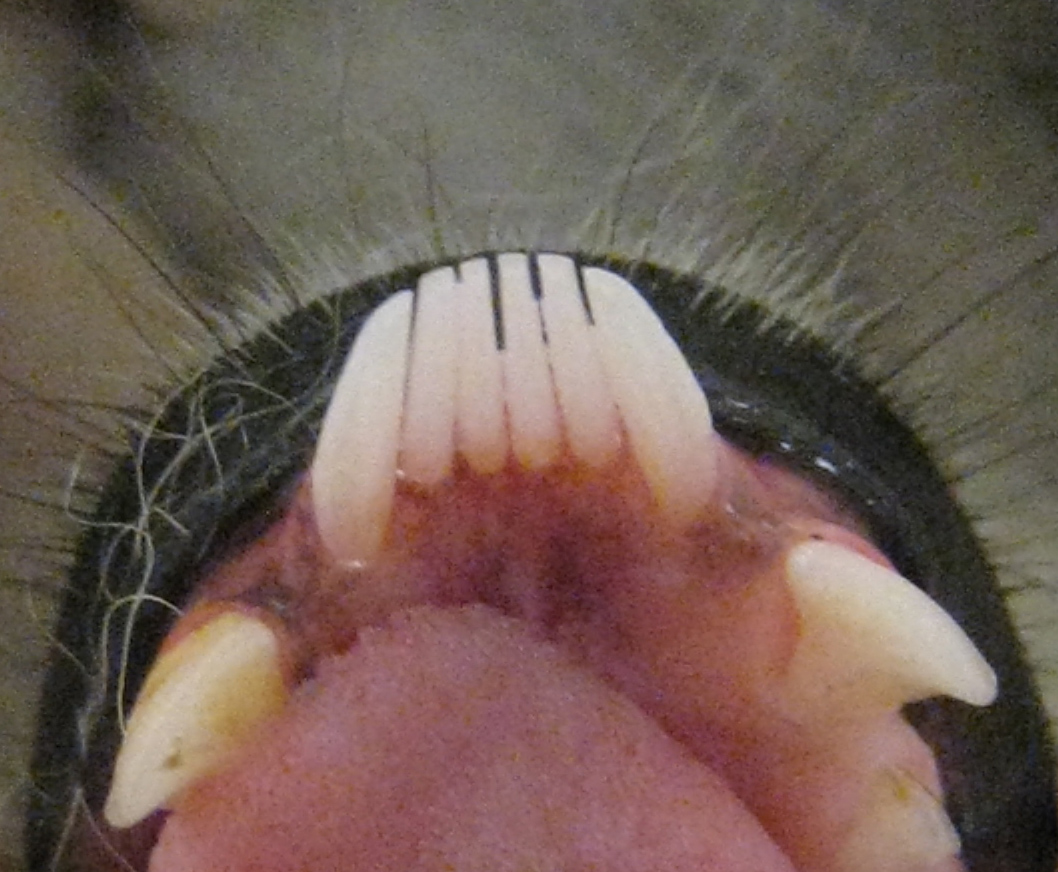
Os dentes formam um arranjo parecido com um pente, por isso vem do inglês o nome de "comb-teeths".

## Hábitos e os humanos
O estilo de vida noturno e sigilosa dos pottos pode ajudar a protegê-lo de caça e armadilhas que são uma ameaça a outros animais que tem os mesmos hábitos só que diurnos. O potto prefere ficar no alto das árvores, em vez de descer à terra. No entanto, a caça deles para alimentar ocorre em algumas áreas, que podem ser terrestres, ou até mesmos em locais onde há construções humanas, sendo um caso comum de encontrar pottos eletrocutados em fios de alta tensão que passam perto das florestas..
Apesar de alguns casos de mortes de pottos de forma indireta pelas construções humanas, a espécie que vive nas florestas densas, não corre sério risco de declives acentuados no número da população. Somente algumas áreas que estão sendo ocupadas por humanos para a agricultura, e com a derrubada das matas e a queimada, muitos animais padecem. Os pottos não sobrevivem sem árvores. Diferentemente de alguns tipos de lêmures que quando perdem parte do habitat vão em marcha a outras áreas favoráveis a sua existência, os pottos dificilmente caminham a outras áreas quando há ausência de árvores, representando um eventual dilema para uma possível entrada de humanos para destruir as florestas tropicais, local de habitat do potto no Congo.[carece de fontes?]

## Status de preservação
Classificadas como pouco preocupante (LC) na Lista Vermelha da IUCN, e listada no apêndice II da CITES. As quatro subespécies que são reconhecidas atualmente (Perodicticus potto potto (potto oeste), Perodicticus potto ibeanus (potto oriental) e Perodicticus potto edwardsi (potto central) são classificadas também como pouco preocupante (LC) na Lista Vermelha da IUCN, enquanto Perodicticus potto stockleyi (potto Monte Quênia) é uma subespécie descrita recentemente conhecido apenas de um único espécime e é classificado como de Dados insuficientes (DD) na Lista Vermelha da IUCN.[carece de fontes?]